# Municipio de Yupiltepeque
Municipio de Yupiltepeque är en kommun i Guatemala.   Den ligger i departementet Departamento de Jutiapa, i den södra delen av landet, 90 km sydost om huvudstaden Guatemala City.